# ريد أندرسون (لاعب هوكي الجليد)
ريد أندرسون هو لاعب هوكي الجليد كندي، ولد في 13 ديسمبر 1912 في تيلسونبيرج في كندا، وتوفي في 16 يونيو 1991.

## وصلات خارجية
- ريد أندرسون على موقع دوري الهوكي الوطني (الإنجليزية)
- ريد أندرسون على موقع قاعة مشاهير الهوكي (لاعب أن.إتش.أل) (الإنجليزية)
- ريد أندرسون على موقع EliteProspects.com (الإنجليزية)
- ريد أندرسون على موقع HockeyDB.com (الإنجليزية)